# 1981
1981 (MCMLXXXI) fou un any normal del calendari gregorià començat en dijous.

## Esdeveniments
Països Catalans

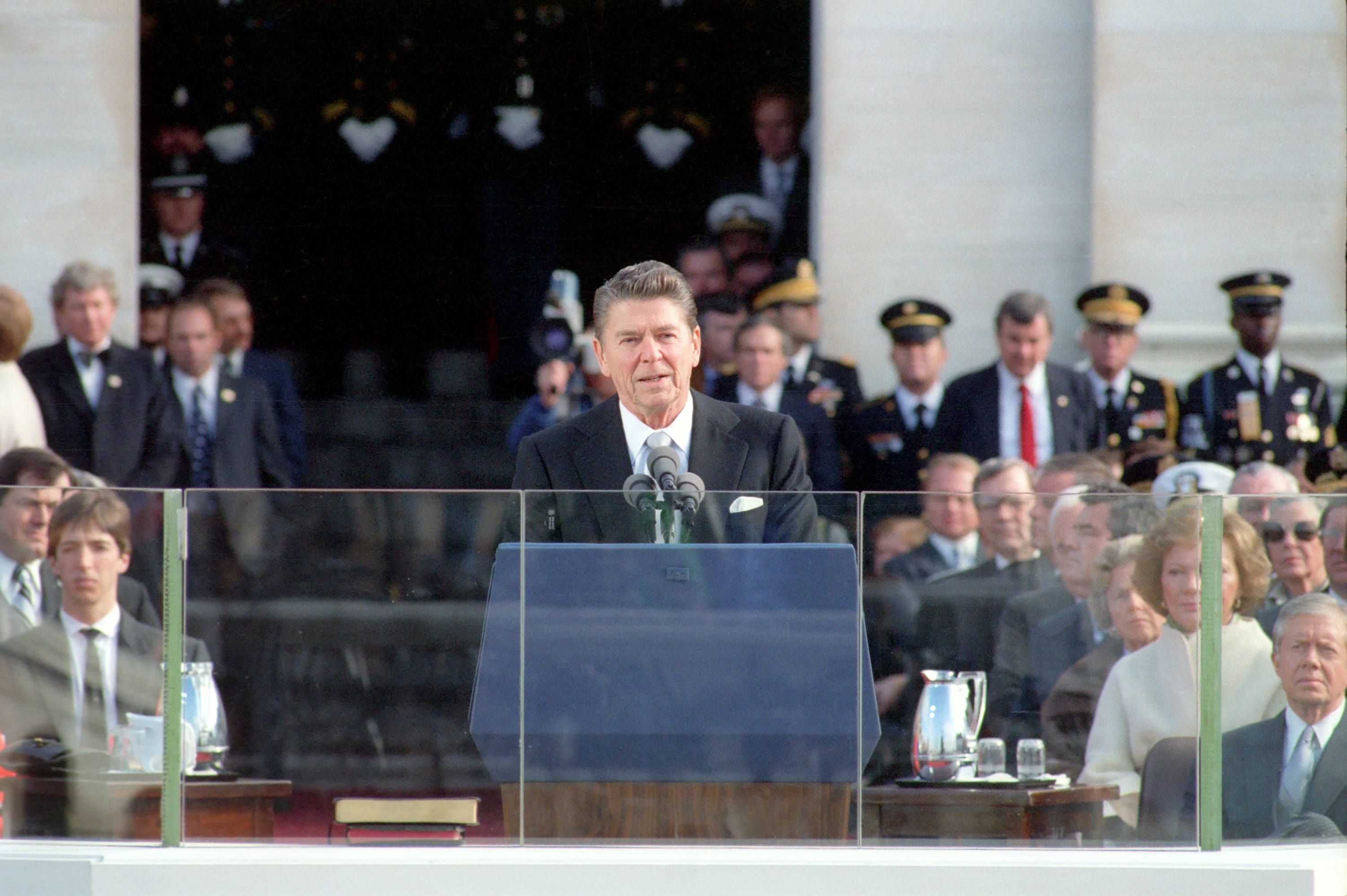
Ronald Reagan (EUA)

- 15 de gener, Andorra: amb la creació del govern andorrà, denominat Consell Executiu, s'inicia la separació de poders al país i el procés de reformes que culminarà amb l'elaboració de la primera Constitució d'Andorra, votada pel poble en referèndum el 14 de març de 1993.
- 25 de gener, Un grup d'intel·lectuals signa el Manifest dels 2.300 en contra de la política lingüística i la discriminació del castellà feta per la Generalitat de Catalunya.
- 23 de febrer, Espanya: s'hi esdevé l'intent de cop d'estat del 23 de febrer conegut com el 23-F: a Madrid un grup de guàrdies civils encapçalats pel tinent coronel Tejero, segresten el govern espanyol i els parlamentaris al Congrés dels Diputats durant el ple i a València els carros de combat dirigits pel general Milans del Bosch l'exèrcit surten pels carrers de la ciutat. L'intent colpista fracassa unes hores després.
- 1 de maig, Espanya: primer afectat per la síndrome de l'oli tòxic a causa de la ingesta d'oli de colza d'ús industrial. Durant la primavera i l'estiu es produeix un gran frau alimentari relacionat amb la venda d'olis industrial comercialitzat com a aliment, que va perjudicar més de 20.000 persones causant-los la síndrome de l'oli tòxic.
- 23 de maig, Barcelona: es produeix l’assalt al Banco Central, al centre de la ciutat, que s'allarga més de trenta hores i que s'ha relacionat amb l'intent colpista succeït justament tres mesos abans.

Resta del món
- 12 d'abril, Estats Units: el transbordador espacial Columbia, tripulat per dos homes, culmina amb èxit el seu primer vol espacial.[1]
- 1 de març, Presó de Maze, Irlanda del Nord: Bobby Sands inicia la Vaga de fam del 1981 a Irlanda del Nord per demanar el reconeixement de presoners de guerra als membres de l'IRA Provisional i l'INLA. Bobby Sands, mor al cap de 66 dies de vaga de fam. 10 presoners moriran a causa de la vaga de fam, que finalitzarà el 3 d'octubre del mateix any.
- 10 d'abril, Irlanda del Nord: Bobby Sands, pres de l'IRA Provisional en vaga de fam és elegit parlamentari de Westminster per Fermanagh i South Tyrone amb 30.492 vots, en contra del candidat del Partit Unionista de l'Ulster, Harry West, que en va obtenir 29.046.[2]
- 13 de maig, Roma: Mehmet Alí Agca atempta contra la vida del papa Joan Pau II a la plaça de Sant Pere.
- 5 de juny, Los Angeles, Califòrnia, EUA: s'hi publica un informe mèdic sobre cinc homes homosexuals que presentaven una pneumònia d'etiologia desconeguda. Estudis posteriors conclouran que es tracta d'una malaltia fins aleshores desconeguda: la sida.
- 14 de juliol, EUA: es publica el nº10 de The Avengers Annual de Marvel Comics on es produeix la primera aparició de Rogue, futura membre dels X-Men.
- 16 de juliol, Malàisia: Mahathir bin Mohamad va jurar com a quart primer ministre.
- 21 de setembre, Belmoban,(Belize) la colònia britànica, coneguda com a Honduras britànica va assolir la independència.[3]
- 3 d'octubre, Presó de Maze, Irlanda del Nord: Finalitza la Vaga de fam del 1981 a Irlanda del Nord, que va iniciar Bobby Sands l'1 de març, i en la que moriren 10 presoners de l'IRA Provisional i l'INLA.[4]
- 1 de novembre, Antigua i Barbuda: aquestes illes s'independitzen del Regne Unit.
- Desembre, Libreville, Gabon: es crea Comunitat Econòmica dels Estats d'Àfrica Central, que agrupa els interessos econòmics de diversos països de l'Àfrica central.
- S. Anderson i el seu equip descobreixen l'estructura genètica de l'ADN mitocondrial humà.[5]
- Lynn Margulis publicà la seva hipòtesi sobre la teoria endosimbiòtica, que explica l'origen de la cèl·lula eucariota.[6]

### Cinema i televisió

| M/d   | Direcció                | Títol                           | Gènere      |
| ----- | ----------------------- | ------------------------------- | ----------- |
| 04/10 | John Boorman            | Excàlibur                       | èpic        |
| 03/30 | Hugh Hudson             | Carros de foc                   | drama hist. |
| 02/11 | Vladímir Menxov         | Moscou no creu en les llàgrimes | drama       |
| 07/29 | Gerald Potterton et al. | Heavy Metal                     | animació    |
| 06/12 | Steven Spielberg        | A la recerca de l'arca perduda  | aventures   |
| 11/07 | Imanol Uribe            | La fuga de Segovia              | drama hist. |
| 09/17 | Wolfgang Petersen       | El submarí                      | bèl·lic     |

Categoria principal: Pel·lícules del 1981
El 4 de març s'estrenà l'anime Hyaku Jūō Goraion.

### Música i ràdio
| M/d   | Artistes             | Títol                         | Estil       |
| ----- | -------------------- | ----------------------------- | ----------- |
|       | Bustamante           | Cambrers                      | pop         |
| 07/21 | Bryan Adams          | You Want It You Got It        | rock        |
| 08/10 | Paco de Lucía et al. | Friday Night in San Francisco | jazz        |
| 11/07 | Depeche Mode         | Speak & Spell                 | synthpop    |
| 10/20 | The Human League     | Dare!                         | synthpop    |
| 02/09 | Iron Maiden          | Killers                       | heavy metal |
| 05/10 | Kraftwerk            | Computerwelt                  | electrònica |
|       | Krahe/Sabina/Pérez   | La Mandrágora                 | cançó       |
|       | Simon and Garfunkel  | Collected Works               | folk        |
| 04/06 | Roger Taylor         | Fun in Space                  | rock        |
| 10/16 | U2                   | October                       | post-punk   |

Enguany es fundà el grup alguerés de música folk Càlic, del qual formava part Claudio Gabriel Sanna.

### Premis Nobel
| Camp                  | Guardonats                                                         |
| --------------------- | ------------------------------------------------------------------ |
| Física                | - Nicolaas Bloembergen - Arthur Leonard Schawlow - Kai M. Siegbahn |
| Química               | - Kenichi Fukui - Roald Hoffmann                                   |
| Medicina o Fisiologia | - Roger W. Sperry - David H. Hubel - Torsten N. Wiesel             |
| Literatura            | - Elias Canetti                                                    |
| Pau                   | - ACNUR                                                            |
| Economia              | - James Tobin                                                      |

## Naixements
Les persones nascudes el 1981 faran 44 anys durant el 2025.
| M/d   | Nom i llinatges           | Activitat      | Origen       | M.   |
| ----- | ------------------------- | -------------- | ------------ | ---- |
| 12/07 | José Cabanes Corcera      | pilotaire      | genovesí     |      |
| 02/27 | Melchor Fauli Garcés      | pilotaire      | benaviter    |      |
| 09/27 | Sophie Crumb              | artista        | californiana |      |
| 03/14 | Albertina Martínez Burgos | fotoperiodista | xilena       | 2019 |
| 07/25 | Kizito Mihigo             | cantautor      | ruandés      | 2020 |

Països Catalans
- 14 de gener, l'Eliana, València: Concha Montaner, atleta valenciana de salt de longitud.[7]
- 16 de gener, Andorra la Vella: Marta Roure i Besolí, cantant andorrana que va portar per primer cop el català al Festival d'Eurovisió l'any 2004.[8]
- 18 de gener, Xest: Talía Roselló Saus, política valenciana, diputada al Congrés dels Diputats en la X Legislatura.[9]
- 22 de febrer, València: Gala Pin Ferrando, política i activista veïnal, llicenciada en filosofia, ha estat regidora a l'Ajuntament de Barcelona.[10]
- 11 de març, Cassà de la Selva: Laia Cañigueral i Olivé, sociòloga i política catalana.[11]
- 15 de març, Palma, Mallorca: Briggite Yagüe, lluitadora de taekwondo mallorquina.[12]
- 8 d'abril, Sant Feliu de Llobregat: Lídia Muñoz Cáceres, politòloga i política catalana que fou regidora i alcaldessa de Sant Feliu de Llobregat.[13]
- 24 de juliol, Terrassa: Marta Prat i Calmet, jugadora d'hoquei sobre herba que participà en els Jocs olímpics d'Atenes 2004.[14]
- 27 de juliol, Calvià: Mariona Ares Martínez-Fortún, política mallorquina, treballadora a l'hosteleria, ha estat diputada al Congrés.[15]
- 30 de juliol, Barcelona: Meritxell Falgueras i Febrer, periodista i sumiller catalana.[16]
- 7 d'agost, Tarragona, Tarragonès: Lorena Roldán, política catalana.
- 27 d'agost, Igualada: Xènia Tostado Caballero, actriu catalana.[17]
- 30 de setembre, Sabadell: Marta Farrés, llicenciada en C. Polítiques i de l'Administració, alcaldessa de Sabadell des del 2019.[18]
- 18 de desembre, Barcelona: Noelia Cobo García, artista catalana especialitzada en escultura.[19]
- 19 de desembre, Barcelona, Elisenda Carod, periodista i comunicadora catalana.
- 23 de desembre, Súria, Bages: Elisabeth Rodergas i Cols, coneguda artísticament com a Beth, cantant i actriu catalana.[20]

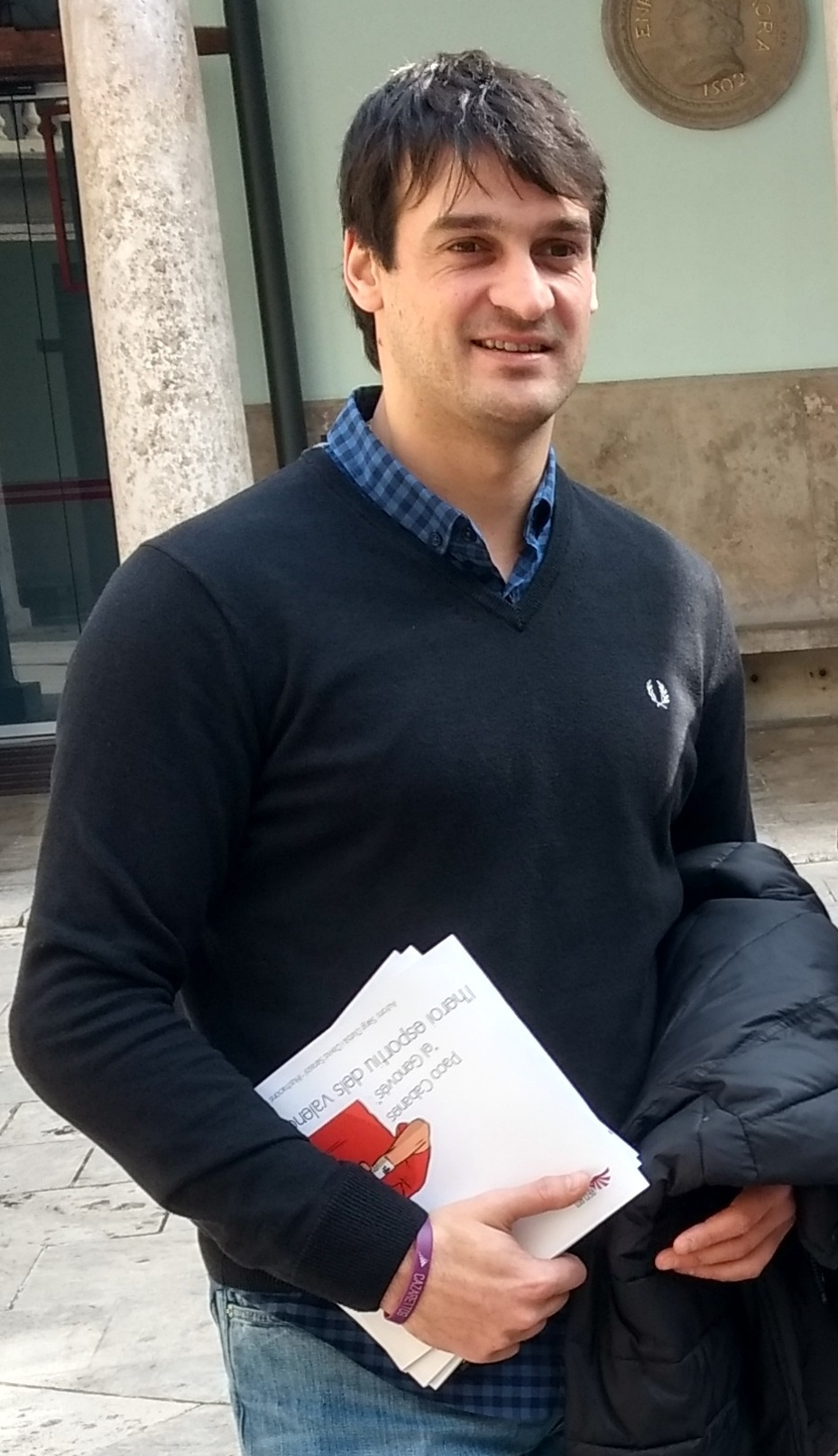
Genovés II
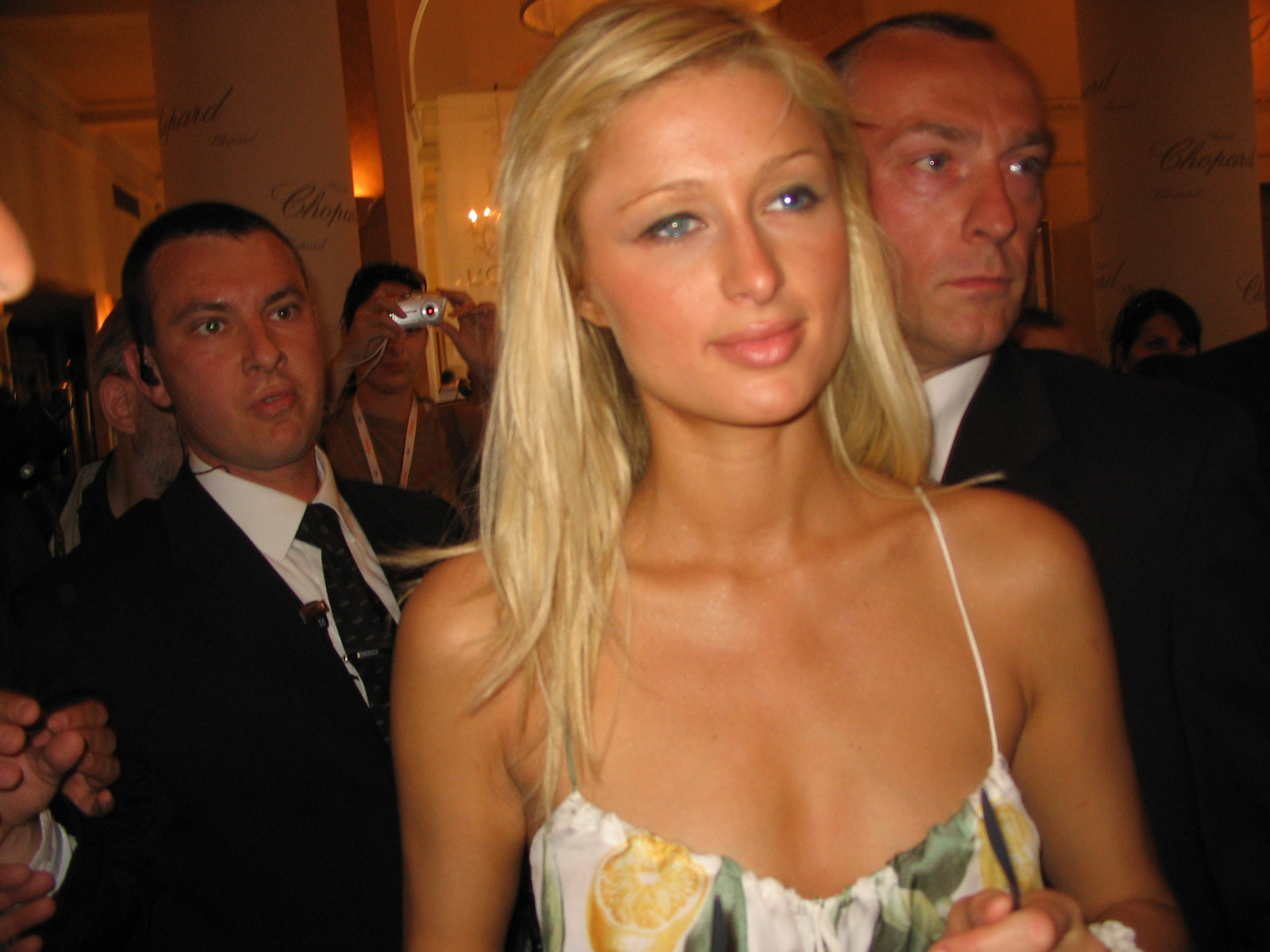
Paris Hilton
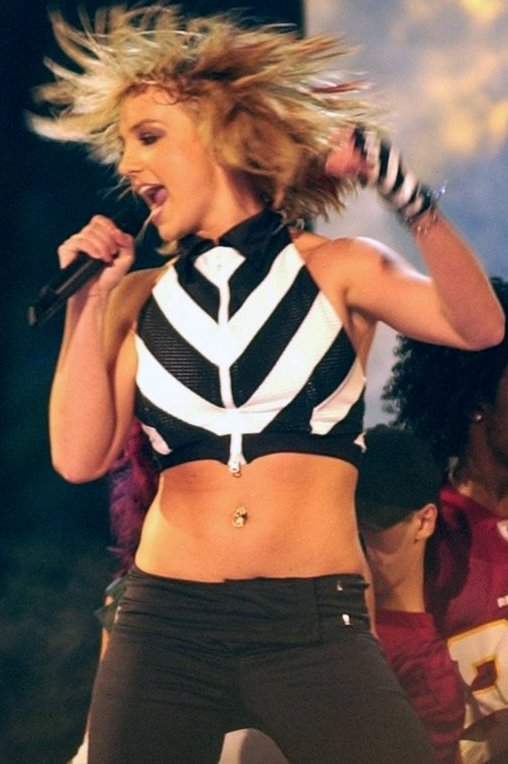
Britney Spears

Resta del món
- 10 de gener, Tbilisi, Geòrgia: Tamta Goduadze, cantant de pop grec.[21]
- 11 de gener, Birmingham, Anglaterra: Jamelia Niela Davis, coneguda com a Jamelia, cantant de R&B anglesa d'origen jamaicà.[22]
- 25 de gener, Manhattan, Nova York (EUA): Alicia Keys, cantant i compositora de R&B estatunidenca.[23]
- 1 de febrer, Palència: Pablo Casado, polític espanyol.
- 17 de febrer: Manhattan, Nova York, EUA: Paris Hilton, actriu, cantant i model estatunidenca.
- 19 de febrer, 
  - Searcy, Arkansas: Beth Ditto, cantant estatunidenca coneguda pel seu treball a la banda The Gossip.[24]
  - Brasil: Leandra Medeiros Cerezo, –Lea T–, model transgènere nascuda al Brasil i criada a Itàlia.[25]
- 3 de març, València: María José Català Verdet, llicenciada en dret i política valenciana.[26]
- 10 de març:
  - Nkon, Yaoundé, Camerun: Samuel Eto'o, futbolista camerunès amb nacionalitat espanyola.
  - Karditsa, Grècia: Efthimis Kulukheris, futbolista grec.
- 18 de març, París: Mona Achache, realitzadora, guionista i actriu francesa.[27]
- 5 d'abril, Washington D.C.: Marissa Nadler, cantant i compositora americana.[28]
- 12 d'abril, Madrid: Leticia Tarruell, científica de l'ICFO, especialitzada en física quàntica.[29]
- 27 d'abril, Taipei, Taiwan: Audrey Tang, programadora de programari lliure taiwanesa, nomenada ministra sense cartera.[30]
- 13 de maig, Amurrio: Eli Pinedo, jugadora d'handbol basca, guanyadora d'una medalla olímpica.[31]
- 22 de maig, Damasc: Bassel Khartabil, desenvolupador de programari de codi obert i activista sirià palestí.
- 18 d'abril, Villa María, Córdoba, Argentina: Sol Gabetta, violoncel·lista argentina.[32]
- 9 de juny, Opole, Voivodat d'Opole: Jacek Morajko, ciclista.
  - Jerusalem, Israel: Natalie Hershlag, coneguda com a Natalie Portman, actriu estatunidenca.
  - Londres: Anoushka Shankar, sitarista i composidora índia.[33]
- 14 de juny, Samara (Unió Soviètica): Vladímir Ossetxkin, empresari i un activista dels drets humans.[34]
- 20 de juny, Almere: Angerfist, dj.
- 26 de juny, Buenos Aires, Argentina: Franco Cristaldo, futbolista que juga en la posició de centrecampista a Boca Juniors.
- 3 de juliol, Jerez de la Frontera: Inés Arrimadas, política espanyola.
- 19 de juliol, Košice, Txecoslovàquia: Juliana Sokolová, filòsofa i escriptora eslovaca.
- 3 d'agost, Dallas, Texas: Travis Willingham, actor de doblatge estatunidenc.
- 6 d'agost, Bucarest, Romania: Linda Maria Baros poetessa, traductora i crítica en llengua francesa i romanesa.[35]
- 8 d'agost, Basilea, Suïssa: Roger Federer, tennista suís que guanyà diversos títols del Grand Slam.
- 22 d'agost, Fort Collins, Estats Units: Ross Marquand, Actor nord-americà.
- 23 d'agost, Nova York: Karina Canellakis, directora d'orquestra i violinista estatunidenca.[36]
- 18 de setembre, Rota: Teresa Rodríguez, filòloga, professora i activista política andalusa, diputada en el Parlament d'Andalusia.[37]
- 26 de setembre, Saginaw, Michigan: Serena Williams, jugadora de tennis dels Estats Units.[38]
- 1 d'octubre, Prefectura de Chiba, Japó: Satoshi Otomo, futbolista internacional amb la selecció de les Filipines.[39]
- 3 d'octubre:
  - Malmö, Suècia: Zlatan Ibrahimović, futbolista suec.
  - Rabat, Marroc: Leïla Slimani, escriptora marroquina en francès, Premi Goncourt del 2016.[40]
- 12 d'octubre, Tsholotsho, Zimbàbue: NoViolet Bulawayo, escriptora zimbawesa.[41]
- 24 de novembre, Gacko, Bòsnia i Hercegovina: Vule Avdalović, jugador de bàsquet.
- 28 de novembre, Vannes, Morbihan: Louise Bourgoin, actriu, model i presentadora de televisió francesa.[42]
- 2 de desembre, McComb, Mississipi, EUA: Britney Spears, actriu i cantant Estatunidenca.[43]
- 13 de desembre, Sant Sebastià, País Basc: Jule Goikoetxea Mentxaka, filòsofa política, escriptora i activista feminista basca.[44]
- 28 de desembre, Nova York: Sienna Miller, actriu, model, dissenyadora de moda estatunidenca-britànica.[45]
- Herman Bailey, artista afroamericà

- la Zarza, província de Huelva: María Pachón Monge, militar considerada la primera transsexual de l'Exèrcit espanyol.

## Necrològiques
Entre les morts destacades de l'any hi ha la del cantautor Georges Brassens, l'escriptor Josep Pla, els lingüistes Sanchis Guarner i María Moliner o el polític Bobby Sands.
Països Catalans
- 5 de gener - Sabadell: Dolors Miralles i Valls, pedagoga i promotora dels drets laborals de la dona.[46]
- 10 de març - Moscou: Mariana Gonxarov, il·lustradora i dissenyadora russa establerta a Barcelona als anys vint (n. 1904).[47]
- 21 de març - Castelló de la Plana, la Plana Alta: Manuel Calduch i Almela, farmacèutic i botànic valencià (n. 1901).
- 15 d'abril - Barcelona: Milagros Consarnau i Sabaté, mestra catalana (n. 1902).[48]
- 23 d'abril - Llofriu, Baix Empordà: Josep Pla, escriptor català (n. 1897).[49]
- 7 de maig - Sabadell, Vallés Occidental: Joan Monegal i Castells, pintor català
- 21 de maig - Les Bordes-sur-Lez, l'Arieja: Marcel·lí Massana i Bancells, guerriller antifranquista (n. 1918).[50]
- 28 de maig, Sevillla: Paulina Crusat, escriptora, traductora i crítica literària catalana en llengua castellan (n. 1900).[51]
- 9 de juny, Barcelona: Miquel Casablancas i Juanicó, periodista i polític.
- 25 de juny, Barcelona: Maria Espinalt i Font, soprano catalana considerada una primera figura de l'escena estatal (n. 1910).[52]
- 8 de juliol
  - Palma: Joan Valent, músic mallorquí.
  - Granollers: Conrad Saló i Ramell, compositor de sardanes, de gran anomenada.
- 27 de juliol - Oak Ridge, Tennessee: Elizabeth Rona, química nuclear hongaresa nacionalitzada estatunidenca (n. 1890).[53]
- 28 de juliol - Reus: Magda Folch i Solé, pintora catalana (n. 1903).[54]
- 3 d'octubre - Barcelona: Concepció Panadès i Juanengo, soprano catalana (n. 1908).[55]
- 12 d'octubre - Sant Cugat del Vallès: Antoni Romañà i Pujó, matemàtic i astrònom català, jesuïta, impulsor de l'Observatori de l'Ebre (n. 1900).
- 10 de desembre - Sabadell: Pau Abad i Piera, inventor i industrial, pioner de l'enginyeria electrònica a Catalunya.
- 12 de desembre - Barcelona: Montserrat Pérez Iborra, empresària i pedagoga catalana (n. 1906).[56]
- 16 de desembre - València, l'Horta: Manuel Sanchis i Guarner, filòleg, historiador i escriptor valencià (n. 1911).
- Barcelona: Jaume Alzina i Caules, demògraf i economista.
- Josep Cervera i Grifol, escriptor i poeta valencià.
- Sant Feliu de Guíxols: Maria Pou i Bosc, pintora catalana (n. 1906).[57]

Resta del món
- 5 de gener - La Jolla, Califòrnia (EUA): Harold Clayton Urey, químic nord-americà, Premi Nobel de Química de 1934 (n. 1893).
- 19 de gener - Nova York: Francesca Woodman, fotògrafa estatunidenca de caràcter intimista (n. 1958).[58]
- 22 de gener - Madrid: María Moliner, bibliotecària i lexicògrafa espanyola (n. 1900).[59]
- 23 de gener - Nova York, EUA: Samuel Barber, compositor nord-americà (n. 1910).
- 2 de febrer - París: Gabrielle Colonna-Romano, actriu francesa (n. 1883).[60]
- 3 de febrer - Madrid: Isabel Garcés, actriu espanyola (n. 1901).[61]
- 11 de febrer - Los Angeles: Ketti Frings, escriptora i guionista estatunidenca (n. 1909).[62]
- 28 de febrer - 
  - Santa Monica: Virginia Huston, actriu cinematogràfica estatunidenca (n. 1925).[63]
  - Nova York: Edna Beilenson, tipògrafa, impressora i empresària estatunidenca.[64]
- 9 de març - Pasadena, Califòrnia (EUA): Max Delbrück, biofísic estatunidenc d'origen alemany, Premi Nobel de Medicina o Fisiologia de l'any 1969 (n. 1906).
- 27 de març - Pequín (Xina): Mao Dun, periodista, crític literari, polític i escriptor xinès (n. 1896).[65]
- 31 de març - Rottingdeanː Enid Bagnold, novel·lista i dramaturga britànica (n. 1889).[66]
- 8 d'abril - Nova York (EUA): Omar Bradley, va ser un dels principals comandants americans de camp al Nord d'Àfrica i a Europa durant la Segona Guerra Mundial (n. 1893)[67]
- 12 d'abril - Las Vegas, Nevada, EUA: Joe Louis, boxador estatunidenc, campió del món.[68]
- 15 d'abril - París: Valentine Prax, pintora expressionista francesa (n. 1897).[69]
- 17 d'abril, Dakar: Mariama Bâ, novel·lista, professora i feminista senegalesa (n. 1929).[70]
- 22 d'abril - Bad Ischl, Àustria: Anton Konrath, director d'orquestra austríac.
- 24 d'abril - Bad Wiessee, Alemanya: Margarida de Grècia, princesa de Grècia i de Dinamarca (n. 1905).[71]
- 25 d'abril - Moscou: Grunya Sukhareva, psiquiatra infantil soviètica, primera a descriure els símptomes de l'autisme (n. 1891).[72]
- 5 de maig - Maze, Irlanda del Nord: Bobby Sands, membre de l'IRA Provisional i membre electe del Parlament britànic. Primer a morir a la Vaga de fam del 1981 a Irlanda del Nord. Portava en vaga de fam 66 dies, des de l'1 de març (n. 1954).[73]
- 11 de maig:
  - Oslo (Noruega): Odd Hassel, físic i químic noruec, Premi Nobel de Química de l'any 1969 (n. 1897).[74]
  - Miami, Florida (EUA): Bob Marley, cantant de reggae (n. 1945)[75]
- 23 de maig - Cuba: Laura Allende Gossens, política xilena (n. 1911).[76]
- 25 de maig - Sydney, Austràlia: Ruby Payne-Scott, pionera australiana en el camp de la radiofísica solar i la radioastronomia (n. 1912).
- 28 de maig - Durham, Carolina del Nord: Mary Lou Williams, pianista de jazz estatunidenca (n. 1910).[77]
- 29 de maig - Pequín (Xina): Soong Ching-ling, política xinesa (n. 1893)[67]
- 19 de juny - Dettenhausen: Lotte Reiniger, directora de cinema d'animació alemanya.[78]
- 3 de juliol - Rabat: Abd al-Mayid Ben Jelloun, novel·lista, periodista i ambaixador marroquí.
- 14 d'agost - Salzburg (Àustria): Karl Böhm, director d'orquestra austríac (n. 1894).[79]
- 18 d'agost, Nova York: Anita Loos, escriptora i guionista nord-americana (n. 1889).[80]
- 3 de setembre - Milà: Mafalda Favero, soprano italiana (n. 1905).[81]
- 8 de setembre - Kyoto (Japó): Hideki Yukawa, físic japonès, Premi Nobel de Física de 1949 (n. 1907).
- 12 de setembre - Milà (Itàlia): Eugenio Montale, poeta i assagista italià, Premi Nobel de Literatura de l'any 1975 (n. 1896).[82]
- 28 de setembre - Belgrad, Iugoslàvia: Ksenija Atanasijević, primera dona filòsofa sèrbia i escriptora feminista.[83]
- 5 d'octubre, Nova York: Glòria Grahame, actriu estatunidenca de cinema, teatre i televisió.[84]
- 6 d'octubre - El Caire, Egipte: Anwar el-Sadat, militar i polític egipci, president del país, assassinat per integristes islàmics.
- 16 d'octubre, Tel-Aviv, Israel: Moixé Dayan, militar i polític. Va ser cap d'estat major de l'exèrcit israelià, i va tenir un paper crucial en la Guerra dels Sis Dies (n. 1915).[85]
- 29 d'octubre - Sant Geli dau Fesc, França: Georges Brassens, cantautor francès (n. 1921).[86]
- 15 de novembre - Hamburg: Elsa Thiemann, fotògrafa alemanya i antiga estudiant de la Bauhaus (n. 1910).[87]
- 22 de novembre - Oxford (Regne Unit): Hans Adolf Krebs, metge i bioquímic britànic d'origen alemany, Premi Nobel de Medicina o Fisiologia de l'any 1953 (n. 1900).